# Сакала (газета)
Сакала (эст. Sakala) — эстонская еженедельная политическая и литературная газета, основанная в 1878 году.

## История

Редакция газеты в 1927

Первый выпуск «Сакалы» вышел в Вильянди 11 марта 1878. Изначально это была еженедельная газета, выходившая по субботам. Её главным редактором был публицист Карл Роберт Якобсон, один из деятелей эпохи национального пробуждения эстонцев. Издание посвящало свои номера вопросам социального неравенства, тяжёлому положению местного крестьянства и произволу крупных землевладельцев, преимущественно немецкой знати. Якобсон в своих статьях также настаивал на большей независимости школьного образования от влияния церкви. Выступал также за предоставление эстонской территории прав автономии, что вызвало дискуссию в политических кругах Эстляндской губернии. В своих статьях, посвящённых положению эстонского крестьянства, Якобсон занимается в первую очередь просветительской деятельностью, его работы на эстонском языке направлены на повышение образовательного уровня простых людей и увеличение их доходов от сельскохозяйственного производства.
Газета вызвала критику как со стороны власти, так и со стороны немецко-балтийских высших классов Эстонии. В 1879 году «Сакала» приостановила публикации на пять месяцев.
После смерти К. Р. Якобсона в 1882 году влияние газеты упало, газету продолжил издавать Якоб Кырв. Среди сотрудников были Фридрих Крейцвальд, Якоб Пярн, эстонская феминистка Лилли Субург и Адо Рейнвальд. Младший брат Карла Роберта Якобсона художник и ксилограф Эдуард Магнус был автором многочисленные иллюстраций, в том числе логотипа «Сакала», который до сих пор украшает титульный лист газеты.
Сегодня «Сакала» это региональная газета уезда Вильяндимаа. «Сакала» входит в группу Postimees Group, которая издает ряд региональных газет в Эстонии.